# HMS Undaunted (R53)
Pour les autres navires du même nom, voir HMS Undaunted.
Le HMS Undaunted est un destroyer de la classe U de la Royal Navy.

## Histoire
Après une mobilisation précipitée à Scapa Flow, sa première action est l'opération visant à couler le cuirassé allemand Tirpitz dans l'Altafjord. Il est placé au cap Nord où il escorte les porte-avions Furious, Victorious, Emperor, Fencer (en), Searcher et Pursuer (en) avec d'autres navires d'escorte comme le cuirassé Anson, les croiseurs HMS Belfast, Jamaica, Sheffield et Royalist, les destroyers Meteor, Milne, Onslaught, Ursa (en), Verulam, HMS Vigilant (R93) (2), Virago et Wakeful. Ils sont rejoints par des navires de la Marine royale canadienne Algonquin (en) et Sioux (en).
Il participe ensuite au débarquement en Normandie, à Sword Beach. Le lendemain, le mouilleur de mines Apollo embarque le général Dwight D. Eisenhower, l'amiral Bertram Ramsay, le maréchal Bernard Montgomery et les officiers du SHAEF pour visiter les territoires lors de l'assaut. Mais au moment de partir, le navire abîme ses hélices, les passagers sont transférés sur l'Undaunted.
Le destroyer fait son service après en mer Méditerranée, notamment de l'escorte à Malte. Il vient à Bari, Brindisi et Tarente, dans le cadre du bombardement de la route côtière d'Ancône et des opérations en Yougoslavie.
Il voyage en prenant le canal de Suez vers Aden et Bombay pour le transport de troupes. Il est assigné dans la British Pacific Fleet comme garde-côte dans la baie de Yokohama le jour de la victoire sur le Japon. L'Undaunted se rend à Sydney puis à Auckland où il est réaménagé pendant six semaines. En janvier 1946, il repart et fait escale à Sydney, Melbourne, Le Cap, Sainte-Hélène, Freetown, Gibraltar et Plymouth où il arrive le 19 mars 1946.
Entre 1946 et 1953, il est mis en réserve à Devonport. En 1953 et 1954, de nombreux destroyers sont transformés en frégate type 15 (en) au chantier J. Samuel White. Le 23 juillet 1954, il est remis en service au sein de la deuxième escadre de formation à Portland. En 1955, il mène des essais sur les derniers sonars à longue portée dans le golfe de Gascogne et en mer Méditerranée. En 1958, il est transféré à la 6e escadre (en). Il participe à nouveau à des essais d'équipement. Il est équipé d'un pont d'envol en 1959 et devient le premier navire de petite taille à pouvoir accueillir un Westland Wasp.
En 1960 et 1961, il est dans la 20e escadre. D'octobre 1961 à mars 1962, il fait une réforme dans le chantier naval de Rosyth. Le 16 février, il est placé dans la 2e escadre à Portland.
Il est essentiellement un navire d'entraînement dans la lutte anti-sous-marine. Entre 1964 et 1967, il subit de longues réparations. En 1969, il subit cinq autres mois de réaménagement à Chatham.
En juillet 1974, l'Undaunted est mis en réserve. En 1978, il est décidé de le couler pour mettre au point le missile Exocet. Un est tiré du destroyer Norfolk (en), ainsi qu'une torpille du sous-marin Swiftsure. Il est coulé comme navire cible dans l'océan Atlantique.